# Waipapamyia truncata
Waipapamyia truncata är en tvåvingeart som beskrevs av Jaschhof och Uwe Kallweit 2009. Waipapamyia truncata ingår i släktet Waipapamyia och familjen svampmyggor. Inga underarter finns listade i Catalogue of Life.